# Maxence Prévot
Maxence André Prévot (Belfort, 9 aprile 1997) è un calciatore francese, portiere dell'OH Lovanio.

## Caratteristiche tecniche
Portiere di grande temperamento, diventato capitano a soli 21 anni.

## Carriera

### Club
Cresciuto nel settore giovanile del Sochaux, ha esordito in prima squadra il 19 gennaio 2016 in occasione dell'incontro di Coppa di Francia vinto 2-1 contro il Bastia.

### Nazionale
Ha giocato nelle nazionali giovanili francesi Under-16, Under-20 ed Under-21.

## Statistiche

### Presenze e reti nei club
Statistiche aggiornate al 14 dicembre 2018.
| Stagione        | Squadra         | Campionato      | Campionato | Campionato | Coppe nazionali | Coppe nazionali | Coppe nazionali | Coppe continentali | Coppe continentali | Coppe continentali | Altre coppe | Altre coppe | Altre coppe | Totale | Totale |
| Stagione        | Squadra         | Comp            | Pres       | Reti       | Comp            | Pres            | Reti            | Comp               | Pres               | Reti               | Comp        | Pres        | Reti        | Pres   | Reti   |
| --------------- | --------------- | --------------- | ---------- | ---------- | --------------- | --------------- | --------------- | ------------------ | ------------------ | ------------------ | ----------- | ----------- | ----------- | ------ | ------ |
| 2015-2016       | Sochaux         | L2              | 4          | -4         | CF+CdL          | 1+0             | -1              | -                  | -                  | -                  | -           | -           | -           | 5      | -5     |
| 2016-2017       | Sochaux         | L2              | 24         | -27        | CF+CdL          | 0+1             | 0               | -                  | -                  | -                  | -           | -           | -           | 25     | -27    |
| 2017-2018       | Sochaux         | L2              | 32         | -47        | CF+CdL          | 0               | 0               | -                  | -                  | -                  | -           | -           | -           | 32     | -47    |
| 2018-2019       | Sochaux         | L2              | 18         | -25        | CF+CdL          | 0               | 0               | -                  | -                  | -                  | -           | -           | -           | 18     | -25    |
| Totale Sochaux  | Totale Sochaux  | Totale Sochaux  | 78         | -103       |                 | 2               | -1              |                    | -                  | -                  |             | -           | -           | 80     | -104   |
| Totale carriera | Totale carriera | Totale carriera | 78         | -103       |                 | 2               | -1              |                    | -                  | -                  |             | -           | -           | 80     | -104   |

### Cronologia presenze e reti in nazionale
| Cronologia completa delle presenze e delle reti in nazionale ― Francia under 21 | Cronologia completa delle presenze e delle reti in nazionale ― Francia under 21 | Cronologia completa delle presenze e delle reti in nazionale ― Francia under 21 | Cronologia completa delle presenze e delle reti in nazionale ― Francia under 21 | Cronologia completa delle presenze e delle reti in nazionale ― Francia under 21 | Cronologia completa delle presenze e delle reti in nazionale ― Francia under 21 | Cronologia completa delle presenze e delle reti in nazionale ― Francia under 21 | Cronologia completa delle presenze e delle reti in nazionale ― Francia under 21 |
| Data                                                                            | Città                                                                           | In casa                                                                         | Risultato                                                                       | Ospiti                                                                          | Competizione                                                                    | Reti                                                                            | Note                                                                            |
| ------------------------------------------------------------------------------- | ------------------------------------------------------------------------------- | ------------------------------------------------------------------------------- | ------------------------------------------------------------------------------- | ------------------------------------------------------------------------------- | ------------------------------------------------------------------------------- | ------------------------------------------------------------------------------- | ------------------------------------------------------------------------------- |
| 5-6-2017                                                                        | Tirana                                                                          | Albania under 21                                                                | 0 – 3                                                                           | Francia under 21                                                                | Amichevole                                                                      | -                                                                               |                                                                                 |
| Totale                                                                          |                                                                                 | Presenze                                                                        | 1                                                                               |                                                                                 | Reti                                                                            | -0                                                                              |                                                                                 |